# 鋸 (重要文化財工第922号)

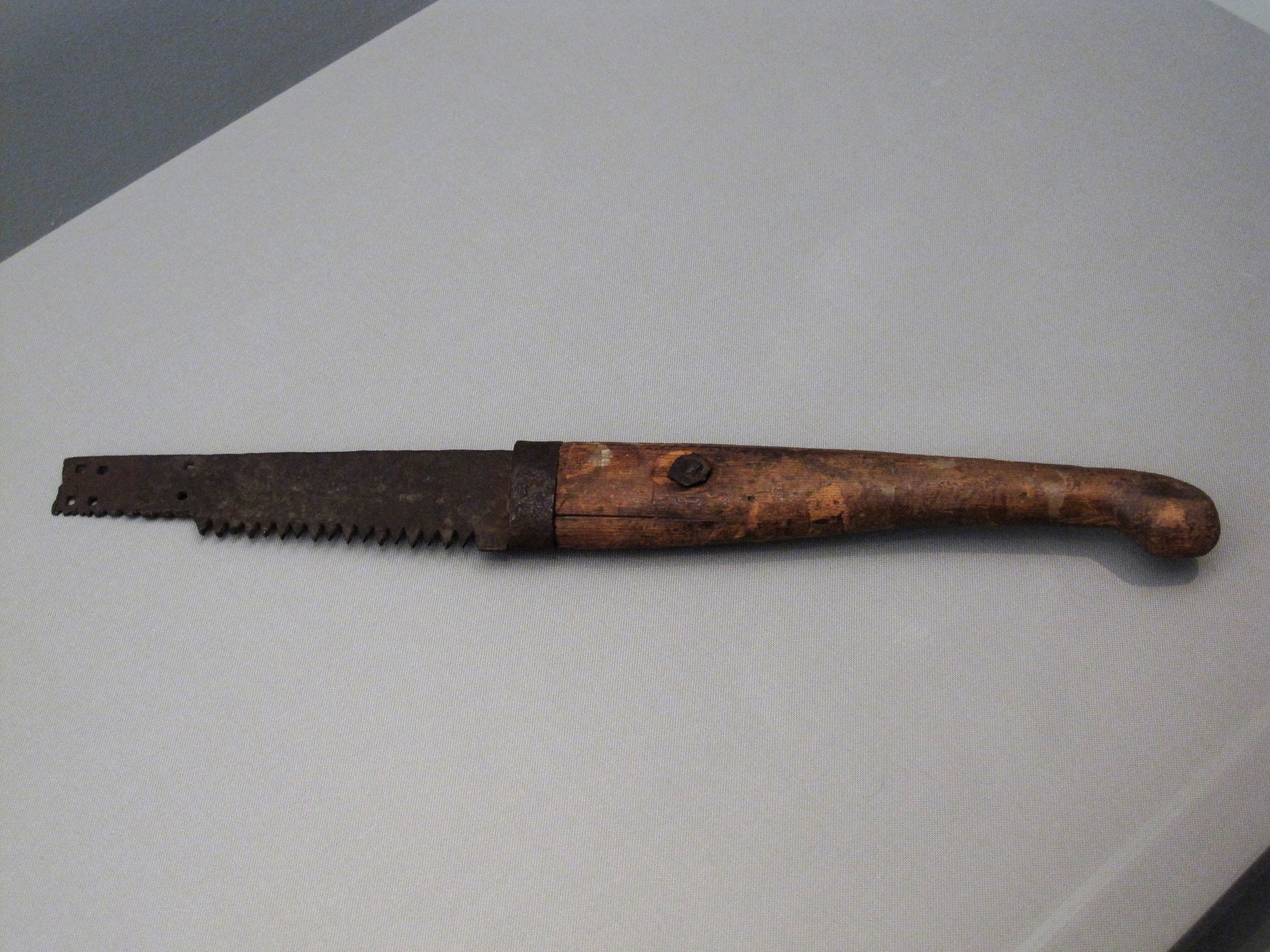
鋸（重要文化財）、東京国立博物館の法隆寺宝物館にて撮影。

本項で解説する鋸（のこぎり）は、奈良県の法隆寺に伝来した、奈良時代・8世紀頃のものとされる大工道具。東京都台東区にある東京国立博物館に保管される（独立行政法人国立文化財機構の所有）。同博物館に保管される法隆寺献納宝物の一つであり（列品番号N-141）、伝世品としては日本最古の鋸である。1959年に国の重要文化財に指定されている（台帳・指定書番号は工第922号）。

## 特徴
鋸身27.0センチメートル、身幅6.5センチメートル、柄長37.0センチメートル、棟厚0.5センチメートル、総長64.0センチメートル。片歯、片手用の鋸である。鋸身の先端3割ほどは歯が欠けている。二等辺三角形状の歯が17個現存しており、歯底は丸みがかっており、前後にアサリをつけ、ナゲシがわずかに施されているが、現状では不明瞭である。末身に横2行縦2列、少し中央よりに横1行縦2列で合計6つの穴が空く。穴の間の歯だけが欠けていることから、この穴は鋸身を継ぎ合わせるための鋲止め穴と考えられている。柄は木製、柄頭が蕨手状となり、柄口は鉄製の縁金具が添えられており、金属製の目貫で鋸身と止められている。本来の刃渡りは54センチメートルと現状の2倍ほどの長さがあったと推定されている。
本鋸が長く保管されていた法隆寺の西院伽藍は、世界最古の木造建築物群であり、昭和10年（1935年）代から昭和20年（1945年）代にかけて行われた同寺五重塔の解体修理の際も一部鋸を使用された痕跡が見受けられるとおり、建立当時も鋸が使用されていたことがうかがえる。当時の木材加工において鋸は丸太や材木を横に切断する「横挽用」として使用されており、材を縦方向に切断するには専ら打ち割り（鑿や楔を槌で材に打ち込み、木目に沿って木材を割る手法）によって加工されていた。本鋸も横挽用のものであると推定される。
鋸は古今東西を問わず木材を加工する道具として使用されており、鉄製の鋸については、野中アリ山古墳やウワナベ古墳等の各地の古墳から破片等が発掘されていることから、古墳時代には既に日本に伝来していることがうかがえる。鋸等のいわゆる工具類は、摩耗・破損等により使用に耐えられない状態になったり、工具として使用する機会がなくなると、文化財的要素や宗教的要素など機能性以外の価値を見いだされていない限りは、譲渡・廃棄等の処分がなされるのが一般的である。このため、当該時代の鋸が出土品ではなく伝世品として現代まで比較的健全な状態で保存されている例は珍しく、当時の土木・工芸技術を知る上でも貴重なものである。
文化財保護委員会は、本鋸が持つ文化財としての価値を鑑み、1959年（昭和34年）6月27日に文化財保護法第27条第1項の規定により重要文化財に指定した。鋸としては唯一の指定である。

## 伝来

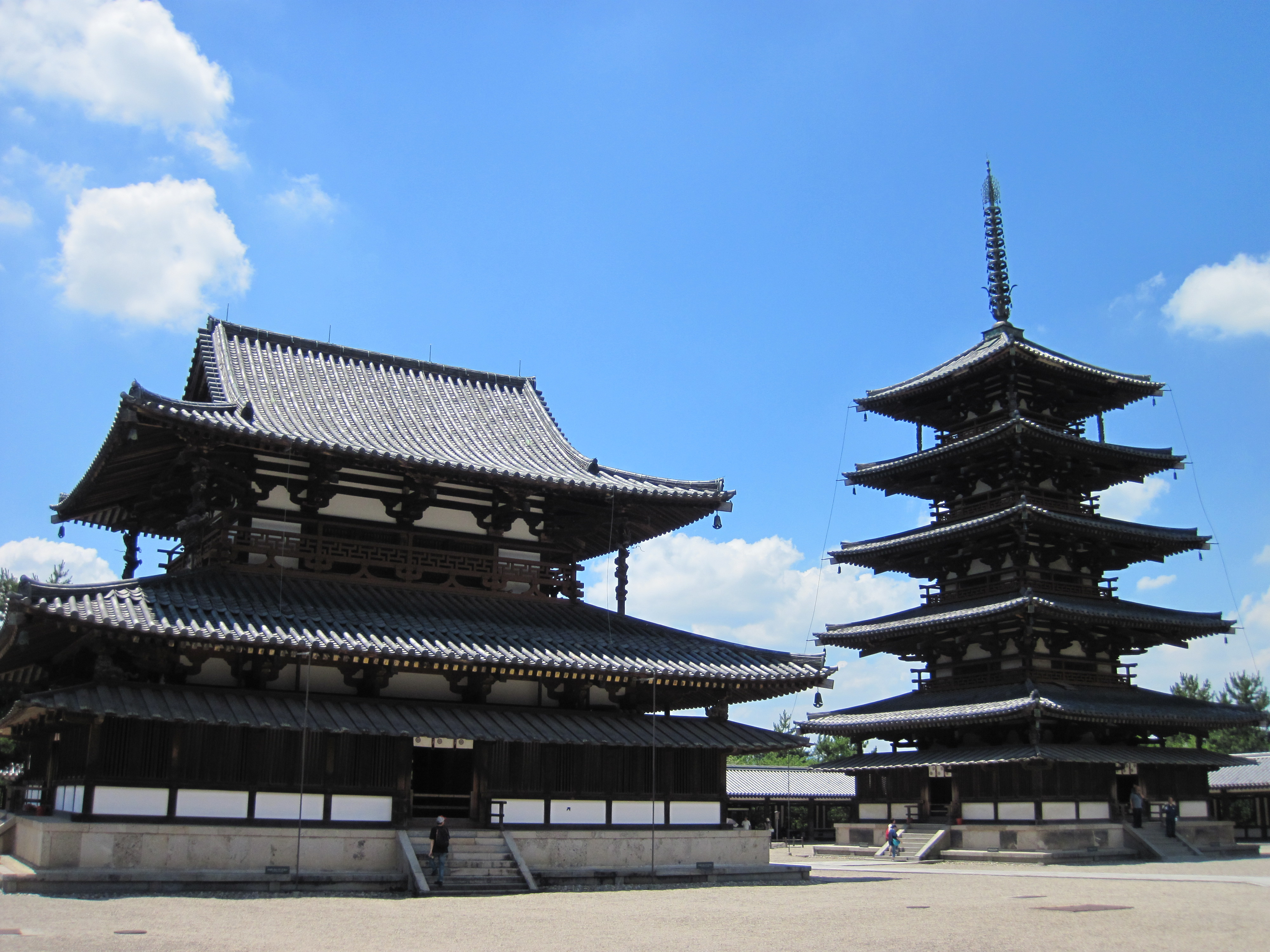
法隆寺（旧保管場所）

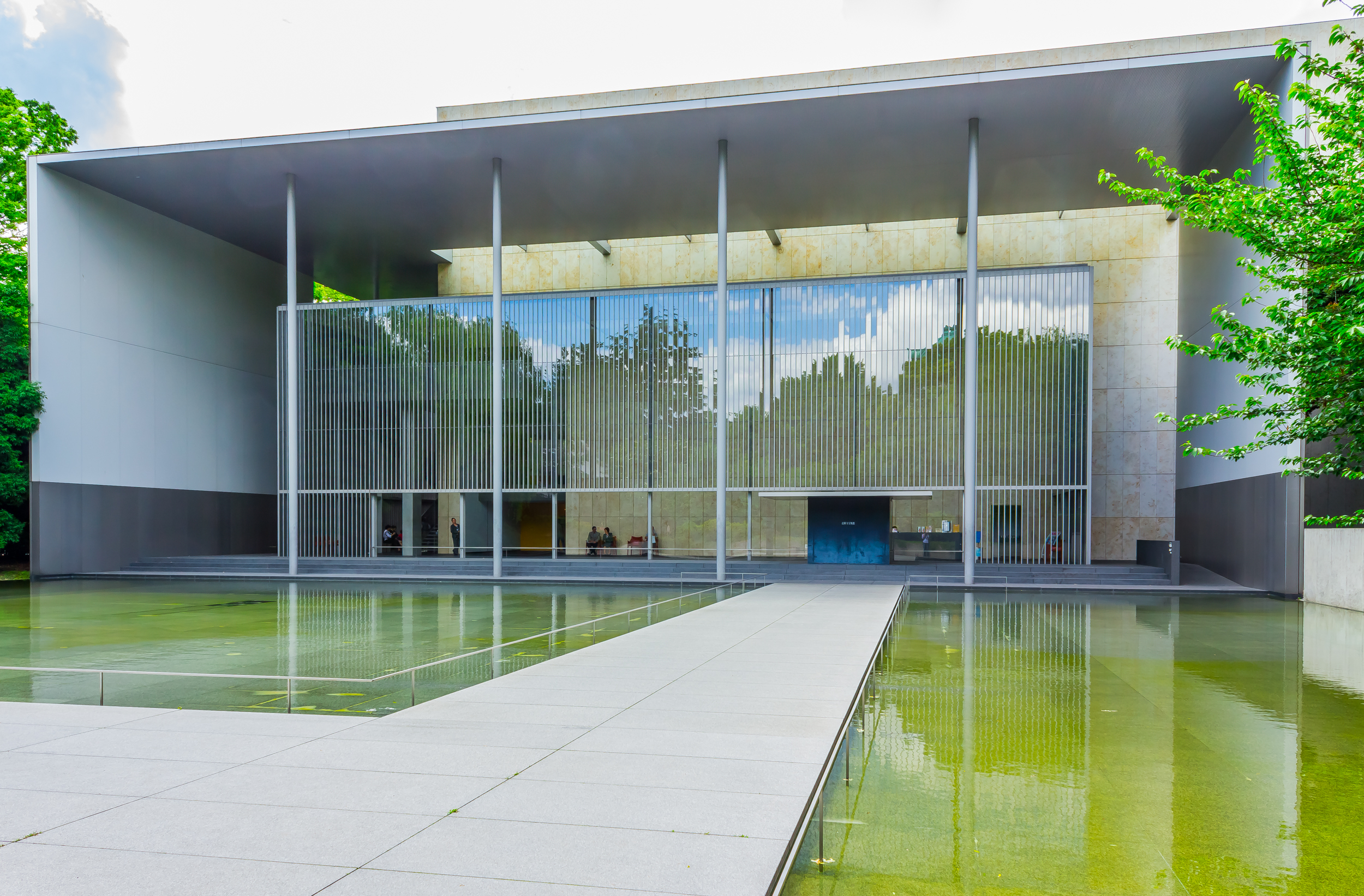
東京国立博物館法隆寺宝物館（現保管場所）

製作者や当初の状況は明らかではないが、実用品よりも法隆寺の建立儀式に用いられた道具と考えられており、同寺の宝物の一つとして同寺に代々保存されていた。天保13年（1842年頃）の出開帳時の記録である『御宝物図絵』には、「上代鋸 五器之御宝物」の一つとして歌川国直作の写生図が記載されている。法隆寺献納宝物は、1878年（明治11年）2月18日付けで皇室に献上され、御物となり、同年3月に正倉院宝庫に移転され、さらに1882年（明治15年）に東京上野の博物館に移転された。博物館は1889年（明治22年）「帝国博物館」に、1900年（明治33年）に「東京帝室博物館」に改称され、献納宝物は引き続き御物として同館に保存されたが、第二次世界大戦後の財産税法の施行に伴う昭和天皇への財産税課税に伴い、本鋸を含む法隆寺献納宝物は他の御物とともに日本国（国庫）に現物納付され、「東京国立博物館」と改称された同館に引き続き保管されることとなった。（詳細は法隆寺献納宝物を参照。）
中央省庁再編に伴う独立行政法人制度が発足した2001年（平成13年）に、同館は独立行政法人国立博物館の管轄下に移り、これに伴い同館で保管された文化財の多くは、日本国（国庫）から同法人に承継された。同法人は2007年（平成19年）に独立行政法人文化財研究所と統合し、独立行政法人国立文化財機構になり、本鋸も同法人の所有となる。
1964年（昭和39年）には法隆寺献納宝物を一括して展示する法隆寺宝物館が同館内に開館されており、本鋸も宝物館第4室（木工・漆工）にて定期的な展示替えの循環の中で時節一般公開されている。